# アトゥール・ガワンデ
アトゥール・アトマラム・ガワンデ（英: Atul Atmaram Gawande、1965年11月5日生まれ）は、アメリカの外科医、作家、公衆衛生学者である。彼はマサチューセッツ州ボストンのブリガム・アンド・ウィメンズ病院で一般外科学と内分泌外科学を担当している。また、彼はハーバード公衆衛生大学院の健康政策・経営学部の教授であり、ハーバード大学医学大学院のサミュエル・O・ティアー外科学教授である。公衆衛生の分野では、医療システム革新のための合同センターであるアリアドネ・ラボの会長を務め、世界的に手術による死亡率の削減に取り組む非営利団体ライフボックスの会長も務めた。2018年6月20日、ガワンデはアマゾン、バークシャー・ハサウェイ、JPモルガン・チェースが所有する医療ベンチャーヘイブンのCEOに任命され、2020年5月にCEOを辞任し、組織が新しいCEOを探す間、会長職に留まった。
そして、彼はザ・ニューヨーカーやスレートで医学と公衆衛生について広範に執筆しており、『予期せぬ瞬間』、『医師は最善を尽くしているか』、『アナタはなぜチェックリストを使わないのか？』、『死すべき定め』の著者である。
2020年11月9日、彼は次期大統領ジョー・バイデンのCOVID-19諮問委員会のメンバーに指名された。2021年12月17日、彼はアメリカ合衆国国際開発庁の次官補に承認され、2022年1月4日に宣誓就任した。

## 初期の年月と教育
ガワンデは1965年11月5日に、ニューヨークのブルックリンで、マラーティー系インド人の両親のもとに生まれた。両親ともに医師であり、アメリカに移住していた。彼の家族は間もなくオハイオ州アセンズに移り、彼と妹はそこで育ち、1983年にアセンズ高校を卒業した。
ガワンデは1987年にスタンフォード大学で生物学と政治学の学士号を取得した。ローズ・スカラーとして、1989年にオックスフォード大学ベイリオル・カレッジで哲学・政治学・経済学 (PPE) の修士号を取得した。1995年にハーバード大学医学大学院で医学博士号を取得し、1999年にハーバード公衆衛生大学院で公衆衛生学修士号を取得した。2003年、再びハーバードでブリガム・アンド・ウィメンズ病院にて一般外科研修を修了した。

## 政治的主張
学部生時代、ガワンデはアメリカ大統領選挙でのゲイリー・ハートの選挙運動でボランティアをした。卒業後、アル・ゴアの1988年大統領選挙キャンペーンに参加した。保守民主党フォーラムの「管理競争」医療提案の作者である下院議員ジム・クーパー (民主党、テネシー州)のもとで医療研究員として働いた。1990年に医学部に入学したが、2年後に中退し、1992年の選挙戦でビル・クリントンの医療担当副官となった。

## 公職
その後、ガワンデはクリントンの第一期目の就任後、保健福祉省の上級顧問となった。クリントン政権の国民医療改革タスクフォースの3つの委員会の1つを指揮し、75人を監督し、アメリカ人のための給付パッケージと雇用主への補助金と要件を定義した。しかし、その取り組みは報道で攻撃され、ガワンデはその後、この時期について、「私が得意とすることと、機関を率いたり選挙に出馬したりするのが本当に得意な人々が得意とすることは同じではない」と述べ、frustrating（フラストレーションがたまる）と表現した。
ガワンデは世界保健機関の「Safe surgery saves lives checklist」（安全な手術は命を救うチェックリスト）イニシアチブを主導し、約200の医学会と保健省が協力して、2008年に発表された手術室で使用するチェックリストを作成した。ザ・ランセットは、このチェックリストを「安全を促進する具体的な手段」として歓迎し、「しかし、チェックリストはそれ自体が目的ではない。その真の価値は、チーム間のコミュニケーションを促進し、安全の文化を患者ケアの中心に持ってくるためのさらなる改革を促すことにある」と付け加えた。

## ジャーナリズム
研修医になってすぐ、友人のジェイコブ・ワイスバーグ（スレート編集者）から、オンラインマガジンへの寄稿を求められた。ガワンデの記事はザ・ニューヨーカーでも数点掲載され、1998年にはザ・ニューヨーカーのスタッフライターに起用された。
1998年1月、ガワンデはスレートに「中絶の部分的真実：あらゆる中絶は不快だが、問題は技術ではない」と題する記事を発表し、中絶政策は「胎児が知覚する存在になるのはいつかという問題を軸にすべきで、技術や胎児が子宮外で生存できるようになる時期を軸にすべきではない」と論じた。
2009年6月のニューヨーカーのエッセイで、ガワンデはテキサス州の2つの町の医療を比較し、一方の町の医療費がもう一方の町に比べて高い理由を示した。テキサス州マッカレンを例に挙げ、メイヨー・クリニックなどの効率的な医療システムが提供する低コストで高品質のケアの文化とは対照的に、企業的な利益最大化の文化（不必要な医療を大量に提供する可能性がある）がコストを押し上げる重要な要因であると論じた
この記事は、ランセット・オンコロジーのブライアント・ファーローによると、この問題に注目したことで「波紋を呼んだ」。大統領バラク・オバマがオバマ政権下で提案された医療改革法案をアメリカ合衆国議会に通過させようとした際にも引用された。ロン・ワイデン上院議員によると、この記事は「オバマの考え方に劇的な影響を与えた」とのことで、オバマは上院議員のグループにこの記事を示し、事実上「これこそが我々が修正しなければならないものだ」と述べたという。ウォーレン・バフェットの長年のビジネスパートナーであるチャーリー・マンガーは、ニューヨーカーの記事を読んだ後、社会的に有用なものを提供してくれたことへの感謝の気持ちを込めて、ガワンデ博士に2万ドルの小切手を郵送した。ガワンデはその小切手を返却し、その後、4万ドルの新しい小切手が送られてきた。ガワンデはその4万ドルを、自身が研修医だったブリガム・アンド・ウィメンズ病院外科・公衆衛生センターに寄付した。
2012年、彼はTEDトーク「How Do We Heal Medicine?」（医療をどのように治癒するか？）を行い、200万回以上視聴されている。

## 著書
ガワンデは2002年、Slateとニューヨーカーのために書いた14本の論文を改訂してまとめた最初の著書『予期せぬ瞬間』を出版した。これは全米図書賞の最終候補になった。
2冊目の著書『医師は最善を尽くしているか』は2007年4月に発売された。ガワンデが医療で成功するために最も重要だと考える3つの美徳、勤勉さ、正しいことをすること、創意工夫について論じている。ガワンデは、この本の中で、これらの美徳を体現してきた人々の例を挙げている。この本は、医療過誤訴訟、死刑における医師の役割、病院間の治療法の違いなど、論争の的になっている医療問題の複数の側面を提示しようと努めている。
ガワンデは2009年、3冊目の著書『アナタはなぜチェックリストを使わないのか？』を発表した。医療や社会全般における組織化と事前の計画（徹底したチェックリストなど）の重要性について論じている。『アナタはなぜチェックリストを使わないのか？』は2010年、ニューヨーク・タイムズのハードカバー・ノンフィクション部門のベストセラーリストに入った。
『死すべき定め』は2014年10月に発売され、ニューヨーク・タイムズのベストセラー第1位になった。介護付き居住施設についての終末期ケアの選択肢と、末期患者に対する医療処置の影響について論じている。この本は、PBSテレビシリーズ「Frontline」のドキュメンタリーの基になり、2015年2月10日に初めて放送された。

## キャリアの後半
ガワンデは2011年に設立された、より安全な手術のためのトレーニングと機器を提供する非営利団体ライフボックスの会長を務めている。
2018年6月、億万長者投資家のウォーレン・バフェット、アマゾンのジェフ・ベゾス、JPモルガン・チェースのCEOジェイミー・ダイモンによって設立された、ボストンに本拠を置く新会社ヘイブン・ヘルスケアのCEOに任命された。2020年5月にCEOを辞任し、組織が新CEOを探す間、会長職に留まった。2021年1月、ヘイブンは業務を停止すると発表した。CNBCによると、同社に関係する情報筋は、「同社はアイデアを出したが、設立した3社がそれぞれ独自のプロジェクトを独自の従業員で実行していたため、そもそも合弁事業の必要性がなかった」と主張したという。

### バイデン政権
2020年11月9日、次期大統領ジョー・バイデンのCOVID-19諮問委員会のメンバーに指名された。

#### USAID指名
2021年7月13日、バイデン大統領は、米国国際開発庁グローバル・ヘルス局の局長補にガワンデを指名した。2021年9月29日、上院外交委員会でガワンデの指名に関する公聴会が開かれた。フロリダ州選出のマルコ・ルビオ上院議員は、2021年10月、「アトゥル・ガワンデの新生児殺しの擁護は失格である...バイデン大統領はガワンデの指名を取り下げ、命を救うという機関の使命を果たすことに尽力する人物と交代させるべきだ」と主張し、ガワンデの委員会での投票を遅らせた。ルビオ上院議員の発言は、ガワンデが1998年に書いた、後期中絶と分娩後の新生児殺しの特定の方法を擁護する記事に由来する。2021年11月3日、委員会はガワンデの指名を上院本会議に好意的に報告した。2021年12月17日、上院本会議は48対31の投票でガワンデを承認した。

## 受賞歴
2004年、ガワンデはニューズウィーク誌により「最も影響力のある20人の南アジア人」の1人に選ばれた。2006年、現代の外科手術の実践と医療倫理を調査し明確化する業績が認められ、マッカーサー・フェローに選ばれた。2007年、世界保健機関の手術死亡率削減の取り組みのディレクターになり、2009年にはヘイスティングス・センターのフェローに選出された。
2010年のタイム100では、「思想家」部門で5位にランクインした。同年、フォーリン・ポリシー誌のトップ・グローバル・シンカーのリストに選ばれた。2012年にはアメリカ哲学協会会員に選出された。2014年、BBCの年間ラジオ番組レイス講演で、The Future of Medicineと題する4回のトークシリーズを行った。これらはボストン、ロンドン、エディンバラ、デリーで行われた。また同年、ルイス・トーマス科学ライティング賞を受賞した。2016年11月、マサチューセッツ州の市民生活の向上に寄与したとして、マサチューセッツ州知事人文科学賞の3人の受賞者の1人となった。2022年5月、ペンシルベニア大学の年次卒業式で科学の名誉博士号を授与された。

### 著書
- Complications: A Surgeon’s Notes on an Imperfect Science （『コード・ブルー』医学評論社 2004）後に『予期せぬ瞬間』（みすず書房　2017）
- Better: A Surgeon’s Notes on Performance （『医師は最善を尽くしているか』みすず書房 2013）
- The Checklist Manifesto: How to Get Things Right （『アナタはなぜチェックリストを使わないのか？』晋遊舎 2011）
- Being Mortal: Medicine and What Matters in the End （『死すべき定め』みすず書房 2016）

### エッセイ・レポート
- “Partial truths in the partial-birth-abortion debate: Every abortion is gross, but the technique is not the issue”. Slate（英語版）. January 1998.
- “The Cost Conundrum”. The New Yorker. 25 May 2009.
- “Now what?”. The New Yorker 86 (8):  21–22. (April 5, 2010).

## 関連文献
- McBain, Sophie (21 November 2014). “Rock doctor”. New Statesman 143 (5237):  17.